# Alfred Hayes
Alfred Hayes (Whitechapel, 18 d'abril de 1911 – 14 d'agost de 1985) fou un guionista, novel·lista i poeta britànic, que va treballar a Itàlia i Estats Units. És conegut pel seu poema «Joe Hill», musicat per Earl Robinson.

## Biografia
Nascut en el si d'una família jueva que es va mudar als Estats Units quan tenia tres anys, Hayes va graduar-se al City College de Nova York, va treballar breument com a periodista i a la dècada de 1930 començà a escriure ficció i poesia. Durant la Segona Guerra Mundial va treballar a Europa pels Serveis Especials de l'Exèrcit dels Estats Units. Després, es va establir a Roma i va iniciar la seva carrera com a guionista de pel·lícules neorealistes italianes. Hayes va ser nominat a l'Oscar al millor guió original per Paisà de Roberto Rossellini (1946) i a l'Oscar a la millor història per Teresa (1951). Adaptà al teatre la seva novel·la The Girl on the Via Flaminia i el 1953 va ser adaptada al cinema en francès com a Un acte d'amour.
Hayes va escriure la pel·lícula The Lusty Men (1952), dirigida per Nicholas Ray, i l'adaptació cinematogràfica del musical Lost in the Stars (1974), de Maxwell Anderson i Kurt Weill. En televisió, va ser guionista de les sèries estatunidenques Alfred Hitchcock Presents, The Twilight Zone, Nero Wolfe i Mannix. Va ser coguionista sense acreditar de la pel·lícula neorealista de Vittorio de Sica El lladre de bicicletes (1948) per la qual també va escriure els subtítols en anglès.

## Obra publicada

### Poesia
- The Big Time (1944)
- Welcome to the Castle (1950)
- Just Before the Divorce (1968)

### Novel·les
- All Thy Conquests (1946)
- The Girl on the Via Flaminia (1949)
- Shadow of Heaven (1947)
- In Love (1953), traduït al català com a Enamorats per Albert Torrescasana amb Edicions 62 (2014)[2]
- My Face for the World to See (1958), traduït al català com a Una cara coneguda per Albert Torrescasana amb Edicions 62 (2015)
- The End of Me (1968)
- The Stockbroker, the Bitter Young Man, and the Beautiful Girl (1973)

### Relat curt
- The Temptations of Don Volpi (1960)

## Premis i nominacions

### Nominacions
- 1950: Oscar al millor guió per Paisà
- 1952: Oscar al millor guió per Teresa